# Calle Larga
Calle Larga es una comuna de la zona central de Chile, perteneciente a la Región de Valparaíso y forma junto con San Esteban, Rinconada y Los Andes la Provincia de Los Andes, dentro del Valle del Aconcagua.
Fue creada en 1890, durante el gobierno de Jorge Montt Álvarez. Surgió como un caserío que lentamente fue creciendo en torno a la Ruta CH-57 que une Los Andes con Santiago.

## Historia
Francisco Astaburoaga escribió en 1899 en su Diccionario Geográfico de la República de Chile: 106  sobre el lugar:

Calle Larga.-—Caserío del departamento de los Andes, extendido á lo largo del camino que sale de su capital en dirección á la Rinconada y cuesta de Chacabuco; se halla como á cinco kilómetros hacia el SO. de esa ciudad. Contiene 1,630 habitantes, una capilla ó pequeña iglesia, dos escuelas gratuitas, despachos de comercio, &c.

El geógrafo chileno Luis Risopatrón lo describe como una ‘villa’ en su libro Diccionario Jeográfico de Chile en el año 1924:: 123 

Calle Larga (Villa) 32° 51' 70° 39'. Con servicio de correos i escuelas públicas, se halla estendida a lo largo del camino que sale de la ciudad de Los Andes, en dirección a la cuesta de Chacabuco, a unos 5 kilómetros al SW de la ciudad citada; obtuvo el título de villa por decreto de 26 de junio de 1897.

## Medio ambiente

### Geomorfología y componentes abióticos

Trazado simplificado de los ecosistemas y cuerpos de agua presentes en la comuna de Calle Larga.

La comuna de Calle Larga se encuentra emplazada en las unidades geomorfológicas de Cordillera andina de retención crionival y Cuencas transicionales semiáridas; y presenta según la clasificación climática de Köppen clima de tundra de lluvia invernal (ET (s)), clima mediterráneo de lluvia invernal (Csb), clima mediterráneo de lluvia invernal de altura (Csb (h)), clima mediterráneo frío de lluvia invernal (Csc) y clima semiárido de lluvia invernal (BSk (s)). Esta además se halla entre las cuencas hidrográficas de Río Aconcagua y Río Maipo. Además, la comuna posee diversos cuerpos de agua, entre los que se destacan la Laguna Cerro Blanco, Laguna El Castillo, Laguna Escorial, Laguna La Petaca, Laguna Pocuro y Laguna Santa Rosa.

### Componentes bióticos
Dentro del territorio de la comuna se pueden hallar los siguientes ecosistemas:
- Bosque esclerófilo mediterráneo andino donde predominan Kageneckia angustifolia y Guindilia trinervis (Vulnerable)
- Herbazal mediterráneo andino donde predominan Nastanthus spathulatus y Menonvillea spathulata (Preocupación menor)
- Matorral bajo mediterráneo andino donde predominan Chuquiraga oppositifolia y Nardophyllum lanatum (Preocupación menor)
- Matorral bajo mediterráneo andino donde predominan Laretia acaulis y Berberis empetrifolia (Preocupación menor)
- Matorral espinoso mediterráneo interior donde predominan Trevoa quinquinervia y Colliguaja odorifera (Preocupación menor)
- Zonas geográficas hinóspitas sin vegetación (Sin información)

### Medidas de protección ambiental y conflictos socioambientales
Hasta 2022, la comuna de Calle Larga cuenta con las siguientes zonas que cuentan con algún nivel de protección ambiental:
- Chacabuco - Peldehue (Sitios ERB)[12]
- Vegas Andinas (Sitios ERB)[13]

## Demografía
La comuna se encuentra rodeada de cerros de diferentes dimensiones. Entre los mismos se encuentran sectores, como Pocuro, San Vicente, Valle Alegre, El Castillo. 

## Administración

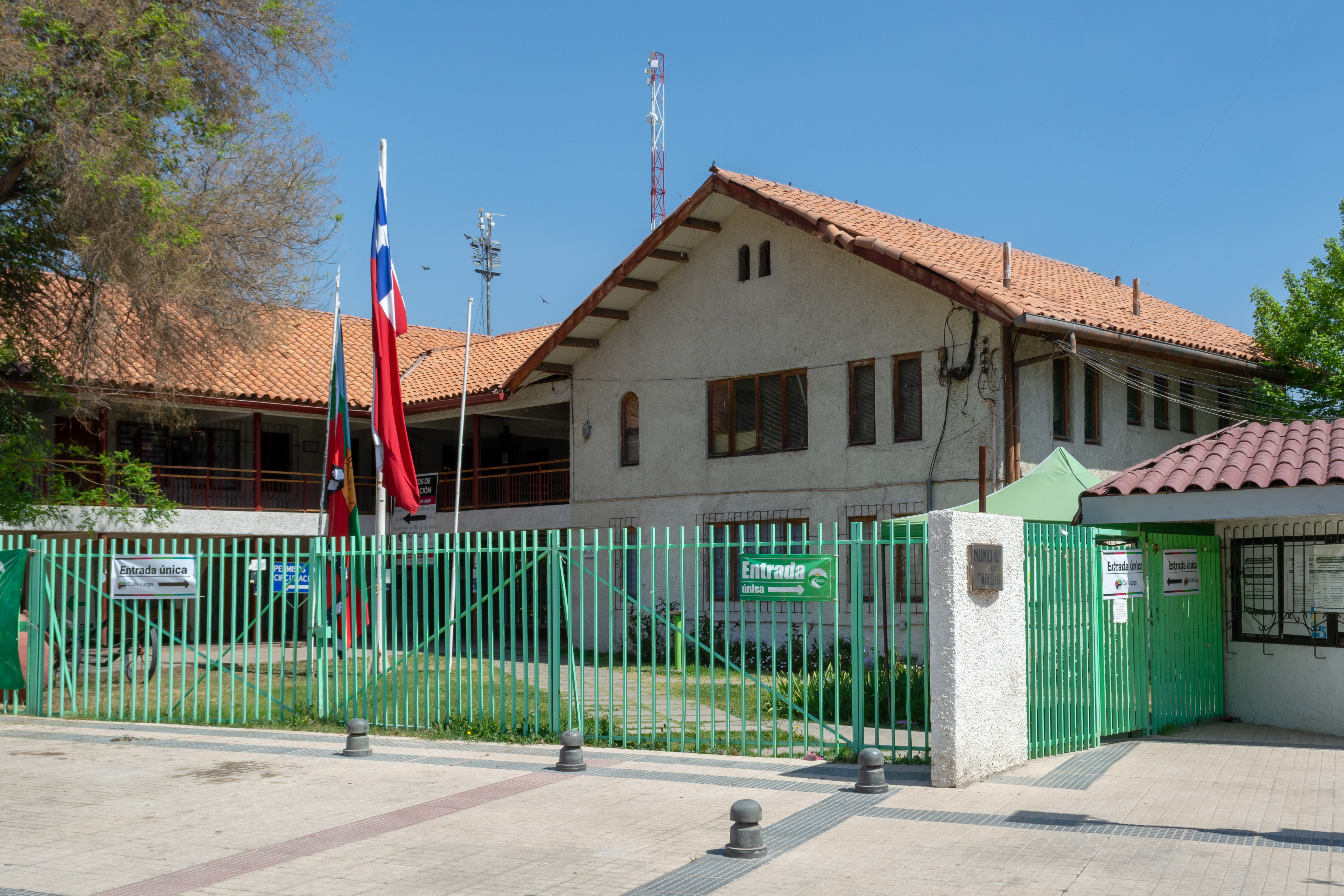
Edificio de la Municipalidad de Calle Larga.

La administración de la comuna corresponde a la Municipalidad de Calle Larga, cuya máxima autoridad es la Alcaldesa Dina González Alfaro PS. La comuna cuenta con la asesoría del Concejo Municipal, integrado por:
- Alex Cabezas Herrera (Ind./PP)
- Bárbara Farías Viguera (PS)
- Sebastián Orosco Ahumada (Ind./PS)
- Carlos Espinoza Barrera (Ind./DC)
- Juan Villarroel Salinas (RN)
- Gabriel Bianchini Frost (RN)

### Representación parlamentaria y constituyentes
Calle Larga pertenece al Distrito Electoral N.º 6 y a la 6ª Circunscripción Senatorial (Valparaíso). Es representada en la Cámara de Diputados del Congreso Nacional por los diputados Diego Ibáñez (PH), Marcelo Schilling (PS), Carolina Marzán (PPD), Daniel Verdessi (PDC), Pablo Kast (Ind-EVOP), Camila Flores (RN), Andrés Longton (RN) y Luis Pardo (RN). A su vez, es representada en el Senado por los senadores Juan Ignacio Latorre (RD), Ricardo Lagos Weber (PPD), Isabel Allende (PS), Francisco Chahuán (RN), Kenneth Pugh (RN).
Calle Larga pertenece al  Distrito Electoral  N.º 6 en Las elecciones constituyentes para redactar una nueva constitución. Es representada en la Convección por los constituyentes Carolina Vilches (Ind/Comunes), Mariela Serey (IND/CS), Lisette Vergara (IND), Cristóbal Andrade (IND), Ruggero Cozzi (RN), Claudio Gómez (IND/PS), Janis del Carmen (IND), Miguel Ángel Botto (IND).

## Economía
En 2018, la cantidad de empresas registradas en Calle Larga fue de 239. El Índice de Complejidad Económica (ECI) en el mismo año fue de -0,49, mientras que las actividades económicas con mayor índice de Ventaja Comparativa Revelada (RCA) fueron Elaboración de Productos Ahumados, Salados, Deshidratados y Similares (30,82), Cultivos Frutales en Árboles con Ciclo de Vida Mayor a una Temporada (23,82) y Mayorista de Frutas y Verduras (15,32).

## Cultura y sitios de interés

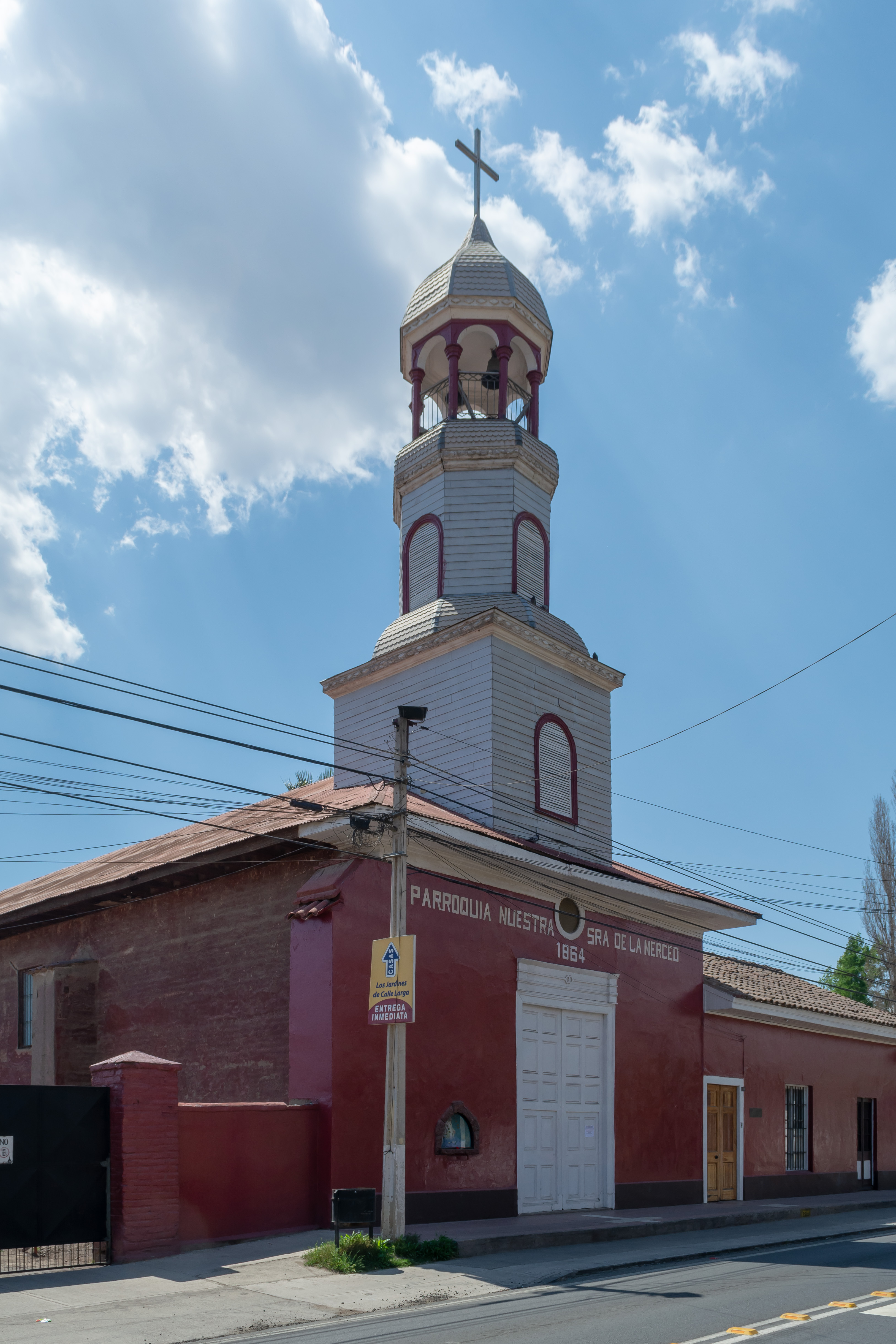
Iglesia de Nuestra Señora de la Merced.

Cerca de la Plaza de Armas Arturo Prat, se encuentra la Parroquia de Nuestra Señora de La Merced, de estilo colonial. En la cercana localidad de Pocuro se encuentra la casa natal del Presidente Pedro Aguirre Cerda y la residencia en el exilio del estadista argentino Domingo Faustino Sarmiento. En la capilla de Pocuro se celebra el primer domingo de agosto la fiesta religiosa de Nuestra Señora de las Nieves, invocada como protectora de los campos e intercesora para obtener las lluvias. En enero, también en Pocuro, se realiza la tradicional Trilla a yegua suelta. Los rodeos son realizados en la Medialuna de San Vicente y cobran vital importancia en las Fiestas Patrias.

## Transportes
Calle Larga posee una ruta del mismo nombre que se inicia en la Ruta CH-57, desde el túnel Chacabuco, hasta llegar a Los Andes, precisamente al sector llamado Primer Crucero.